# 1893年足球

## 各地聯賽冠軍
| 國家   | 賽事                 | 冠軍   | 奪冠次數 | 上次奪標 |
| ------ | -------------------- | ------ | -------- | -------- |
| 英格兰 | 第5屆 英格蘭甲組聯賽 | 新特蘭 | 第2次    | 1891－92 |

### 英格蘭
- 吉林汉姆足球俱乐部
- 牛津联足球俱乐部
- 英國皇家兵工廠俱樂部（英语：Royal Ordnance Factories F.C.）
- 西奥克兰镇足球俱乐部（英语：West Auckland Town F.C.）
- 惠特比镇足球俱乐部（英语：Whitby Town F.C.）

### 德國
- 斯图加特体育俱乐部
- 潘科足球俱樂部（英语：VfB Einheit zu Pankow）

### 意大利
- 热那亚板球与足球俱乐部

### 葡萄牙
- 波尔图足球俱乐部

### 蘇格蘭
- 邓迪足球俱乐部
- 埃爾金城足球會
- 维克阿卡德米足球俱乐部（英语：Wick Academy F.C.）